# Niestierow
Niestierow, Stołupiany (ros. Нестеров; dawn. niem. Stallupönen) – miasto w obwodzie królewieckim w Rosji, siedziba rejonu. W 2021 roku liczyło 3937 mieszkańców.
Miejscowość położona we wschodniej części obwodu królewieckiego około 25 kilometrów na wschód od Gusiewa i 10 kilometrów od granicy z Litwą, na linii kolejowej Kaliningrad-Moskwa i trasie E28.
Obecnie ośrodek przemysłu spożywczego i wydobycia torfu. Ze względu na liczną mniejszość litewską, ważny ośrodek kultury litewskiej w Rosji.

## Historia

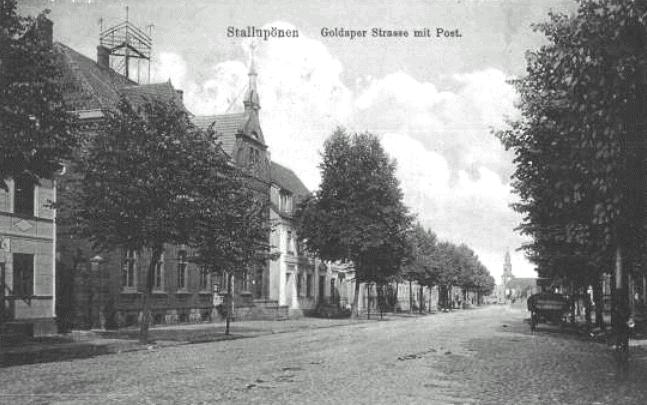
Stołupiany na pocz. XX w.

Osada założona w roku 1539. Do 1657 pod zwierzchnictwem Królestwa Polskiego jako lenno, następnie pod panowaniem brandenbursko-pruskim, w 1701 została częścią Królestwa Prus. W czasie zarazy z lat 1709–1711 miasto wyludniło się, gdy zmarło 1800 osób, a w 1719 roku dotknął je i poważnie zniszczył pożar. 22 czerwca 1722 roku król pruski Fryderyk I nadał miejscowości prawa miejskie. Regularny układ urbanistyczny z dwoma prostokątnymi placami zaprojektowany został przez architekta Joachima Ludwiga Schultheißa von Unfried. W pierwszej połowie XVIII wieku do miasta napłynęli imigranci z Nassau, Frankonii i Szwajcarii. Ewangelicki kościół parafialny zbudowano w latach 1756–1758, a wieżę dostawiono w 1910 roku, ale wyposażenie było wcześniejsze, XVII-wieczne. Od 1818 roku była to siedziba powiatu (niem. Landkreis). W roku 1860 do miasta dotarła linia kolejowa z Królewca. Od 1871 w granicach Niemiec.

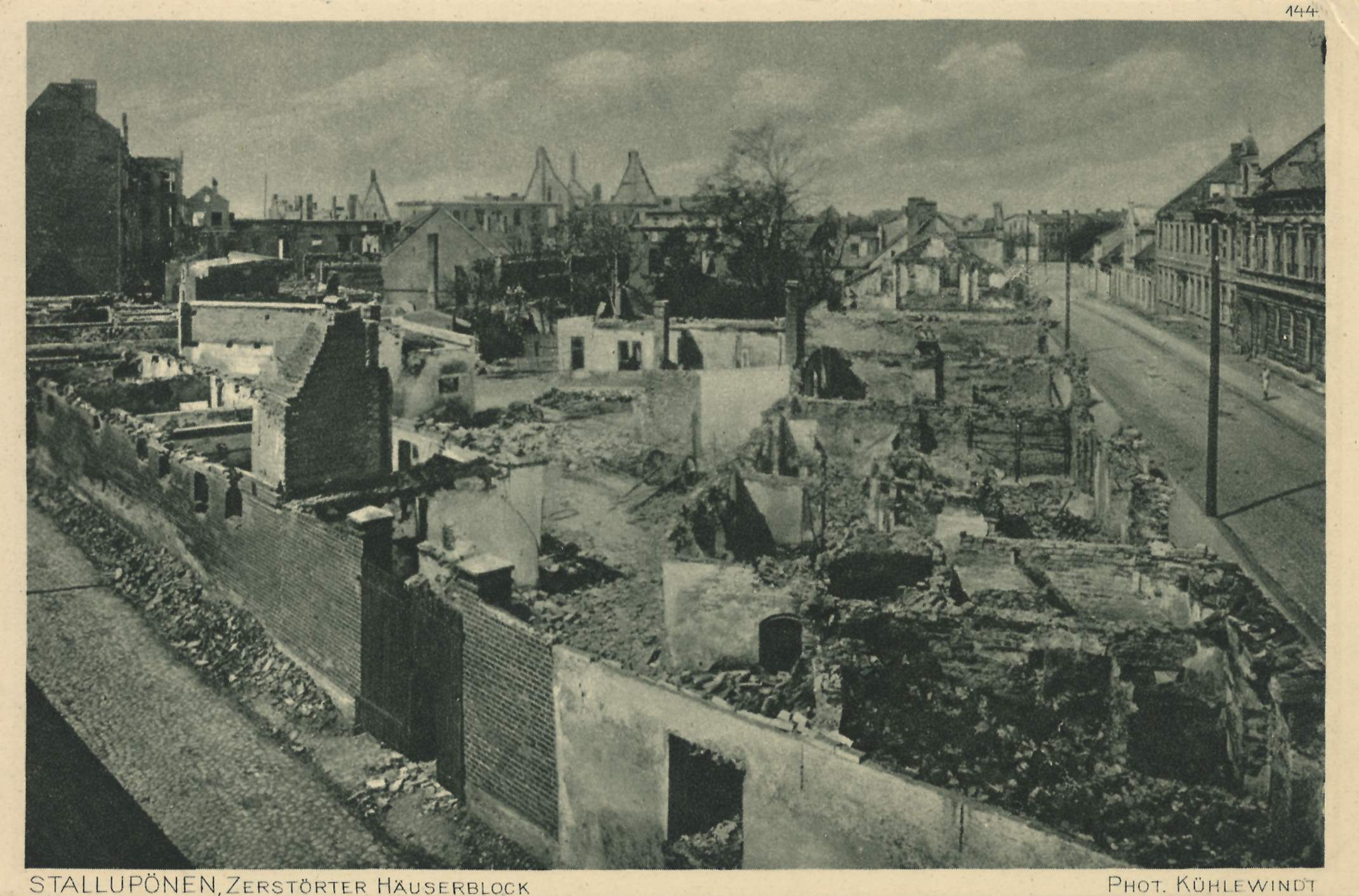
Zrujnowane Stołupiany w czasie I wojny światowej

17 sierpnia 1914 roku w pobliżu miasta rozegrała się pierwsza zwycięska dla Niemców bitwa na froncie wschodnim I wojny światowej. W wyniku działań wojennych miasto doznało poważnych zniszczeń. Dzięki pomocy partnerskiego miasta Kassel zostało sprawnie odbudowane pod kierunkiem architekta okręgowego Kurta Fricka. W 1938 roku naziści zmienili nazwę miasta na Ebenrode (obowiązywała do 1946), gdyż pierwotna, pochodząca z języka litewskiego nazwa (od nazwy pobliskiej rzeki) została uznano za niewłaściwą. W tym okresie na wschodzie Niemiec zmieniono wiele nazw o słowiańskim i litewsko-pruskim rodowodzie.
W okresie sierpień-październik 1944 roku, w obliczu zbliżającego się frontu, ludność cywilna miasta i powiatu została ewakuowana. Miasto zdobył 25 października 3. Gwardyjski Korpus Strzelców z 28 Armii, wchodzącej w skład 3. Frontu Białoruskiego Armii Czerwonej. Po wojnie miasto i okoliczne tereny włączono do ZSRR. W 1946 roku nazwę miasta zmieniono na Niestierow na cześć Bohatera Związku Radzieckiego pułkownika Stiepana K. Niestierowa, który zginął 20 października 1944 roku podczas forsowania rzeki Pissy w okolicach Trakehnen (około 12 km na zachód od miasta). Z historycznej zabudowy miasta zachowane nieliczne budynki, w tym także obiekty z lat 1915–1918.

## Osoby urodzone w miejscowości
- Felix Steiner (1896–1966) – generał Waffen-SS.
- Klaus Theweleit (1942–) – pisarz, literaturoznawca i socjolog.

## Zabytki
- Wieża ciśnień z 1927
- Cerkiew pw. Świętego Ducha, dawny kościół katolicki z l. 1927-28